# Apache Harmony
Apache Harmony fue una implementación de código abierto de Java, desarrollado por la Apache Software Foundation. Fue anunciado a principios de mayo de 2005 y el 25 de octubre de 2006, la Junta Directiva votó para hacer de Apache Harmony un proyecto de alto nivel. El proyecto Harmony logró (hasta febrero de 2011) un 99% de integridad para J2SE 5.0 y un 97% para Java SE 6 . El sistema operativo Android ha sido históricamente un usuario importante de Harmony, aunque desde Android Nougat se basa cada vez más en las bibliotecas OpenJDK.
El 29 de octubre de 2011, el líder del proyecto, Tim Ellison, realizó una votación para retirar el proyecto. El resultado fue de 20 a favor y 2 en contra, con lo que el proyecto se retiró el 16 de noviembre de 2011.
- Datos: Q599731
- Multimedia: Apache Harmony / Q599731